# La Déchirure (roman)
Pour les articles homonymes, voir La Déchirure.
La Déchirure est un roman de fantasy écrit par Robin Hobb. Traduction française de la première moitié du livre original Shaman's Crossing publié en 2005, il a été publié en français le 13 octobre 2006 aux éditions Pygmalion et constitue le premier tome du cycle Le Soldat chamane.

## Résumé
Jamère Burvelle, un jeune adolescent, a été élevé dans la tradition des seconds fils de nobles du royaume de Gernie : il sera militaire dans l'armée du roi. Pour cela, il entrera à dix-huit ans à l'école royale de la cavalla au sein de laquelle il acquerra toutes les compétences pour devenir officier de la cavalerie. Son père, Keft Burvelle, ancien militaire au passé illustre lui ayant valu l'attribution d'un titre de noblesse, le prépare à cette école depuis son plus jeune âge.
Au cours de l'année de ses quinze ans, son père le confie à un nomade nommé Dewara, sans lui donner d'autre explication que celle d'acquérir de nouvelles compétences guerrières. Ce nomade fait partie de la tribu Kidona que son père avait vaincue des années auparavant. Mais Dewara ne l'entend pas ainsi et compte se servir de Jamère pour se venger de son père et pour aider sa tribu et la magie des plaines qui la guide à terrasser la tribu des Ocellions qui utilisent une autre magie. Pour cela, il plonge Jamère dans une transe chamanique afin de l'envoyer dans un monde-rêve où il devra traverser de nombreuses épreuves avant de pouvoir rencontrer un gardien qu'il sera censé tuer. Mais Jamère est surpris de découvrir qu'en fin de compte, le gardien se révèle être une gardienne, incarnation humaine d'un arbre. Il est alors incapable de la tuer. Après l'avoir sensibilisé à la disparition lente de son peuple au contact des Gerniens, elle lui arrache une partie de son cuir chevelu et Jamère sent à ce moment-là une composante essentielle de lui-même s'échapper.
À la suite de cet incident, Jamère se réveille dans sa chambre, brûlé et déshydraté. Il apprend alors de façon inopinée qu'il a été abandonné par Dewara devant la porte de la demeure de ses parents après avoir été traîné par le cheval du Kidona des jours durant, sans eau ni nourriture. Il apprend par la même occasion que son père l'a confié à Dewara car il le trouvait appliqué et obéissant mais ne remettant pas assez en compte le jugement d'autrui et qu'il comptait le voir apprendre à faire confiance à son propre jugement au contact de Dewara.
Déstabilisé par la cruauté de son père et par son échec, Jamère se rétablit. Au cours d'une soirée donnée par ses parents pour fêter son départ pour l'école royale, il rencontre Carsina Grenaltère, jeune femme qui lui est promise à la sortie de l'école pour un mariage arrangé par les deux familles. Jamère part le lendemain pour Tharès-la-Vieille, capitale du royaume de Gernie et abritant l'école royale, empli de joie au souvenir du baiser échangé avec Carsina.
Jamère va se plonger dans ses études mais ne pourra pas oublier ce qui s'est passé avec la femme-arbre et il se sentira toujours tiraillé entre sa propre culture et celle des Ocellions.